# Olof Fryklund
Olof Leonard Fryklund, född 9 juni 1891 i Högbo församling, Gävleborgs län, död 2 augusti 1966 i Linde församling i Örebro län, var en svensk anstaltsdirektör.
Fryklund, som var son till prästen Johan Fryklund, blev tillförordnad förste lärare vid statens uppfostringsanstalt vid Venngarn 1918, föreståndare för statens uppfostringsanstalt för sinnesslöa gossar på Salbohed 1923 och var direktör för åkerbrukskolonien Hall vid Södertälje 1929–39. Han var senare verksam som lantbrukare.
Olof Fryklund var från 1945 gift med Anna Margit Fryklund (1908–1991).